# Підлісноолексинецька сільська рада
Підлі́сноолексине́цька сільська́ ра́да — адміністративно-територіальна одиниця та орган місцевого самоврядування в Городоцькому районі Хмельницької області. Адміністративний центр — село Підлісний Олексинець.

## Загальні відомості
Підлісноолексинецька сільська рада утворена в 1920 році.
- Територія ради: 32,02 км²
- Населення ради: 1 015 осіб (станом на 2001 рік)
- Територією ради протікає річка Ушиця

## Населені пункти
Сільській раді підпорядковані населені пункти:
- с. Підлісний Олексинець
- с. Слобідка-Олексинецька

## Склад ради
Рада складається з 14 депутатів та голови.
- Голова ради: Трофімова Ірина Олександрівна
- Секретар ради: Шиян Галина Броніславівна

### Керівний склад попередніх скликань
| Прізвище, ім'я, по батькові    | Основні відомості                                                 | Дата обрання | Дата звільнення |
| ------------------------------ | ----------------------------------------------------------------- | ------------ | --------------- |
| Щур Анатолій Васильович        | Сільський голова, 1960 року народження, член Народної партії      | 26.03.2006   | 31.10.2010      |
| Ушпалевич Валентина Миколаївна | Сільський голова, 1972 року народження, освіта вища, позапартійна | 31.10.2010   | 27.01.2014      |
| Трофімова Ірина Олександрівна  | Сільський голова, 1983 року народження, освіта вища, позапартійна | 25.05.2014   |                 |

Примітка: таблиця складена за даними сайту Верховної Ради України

### Депутати
За результатами місцевих виборів 2010 року депутатами ради стали:

#### За суб'єктами висування
| Суб'єкт висування           | Кількість обраних депутатів | %    |
| --------------------------- | --------------------------- | ---- |
| Народна партія              | 7                           | 50   |
| Самовисування               | 4                           | 28,6 |
| Партія регіонів             | 2                           | 14,3 |
| Комуністична партія України | 1                           | 7,1  |

#### За округами
| № округу                    | Прізвище, ім'я, по батькові      | Дата визнання обраним | Освіта             | Партійна приналежність | Відомості про обраного депутата                                    |
| --------------------------- | -------------------------------- | --------------------- | ------------------ | ---------------------- | ------------------------------------------------------------------ |
| Комуністична партія України |                                  |                       |                    |                        |                                                                    |
| 8                           | Рогуляк Олександр Михайлович     | 04.11.2010            | середня спеціальна | позапартійний          | пенсіонер                                                          |
| Народна Партія              |                                  |                       |                    |                        |                                                                    |
| 1                           | Шиян Галина Броніславівна        | 04.11.2010            | середня спеціальна | позапартійна           | Підлісноолексинецька сільська рада, секретар сільської ради        |
| 3                           | Вавренюк Валентина Володимирівна | 04.11.2010            | середня спеціальна | позапартійна           | Підлісноолексинецька сільська рада, головний бухгалтер             |
| 4                           | Кравчук Надія Вячиславівна       | 04.11.2010            | середня спеціальна | позапартійна           | Підлісноолексинецький фельдшерсько-акушерський пункт, акушер       |
| 9                           | Щур Анатолій Васильович          | 04.11.2010            | вища               | позапартійний          | пенсіонер                                                          |
| 10                          | Бура Марія Станіславівна         | 04.11.2010            | середня            | позапартійна           | Підлісноолексинецький ДНЗ, помічник вихователя                     |
| 11                          | Мариняк Лариса Миколаївна        | 04.11.2010            | середня спеціальна | позапартійна           | Підлісноолексинецька загальноосвітня школа, вчитель                |
| 12                          | Фабіян Любов Філімонівна         | 04.11.2010            | середня            | позапартійна           | Підлісноолексинецький БК, директор БК                              |
| Партія регіонів             |                                  |                       |                    |                        |                                                                    |
| 13                          | Колодій Леонід Никифорович       | 04.11.2010            | середня спеціальна | позапартійний          | пенсіонер                                                          |
| 14                          | Бабишен Микола Леонідович        | 04.11.2010            | середня            | позапартійний          | пенсіонер                                                          |
| Самовисування               |                                  |                       |                    |                        |                                                                    |
| 2                           | Ушпалевич Олександр Євгенович    | 04.11.2010            | вища               | позапартійний          | Управління ветеринарної дисципліни, заступник начальникауправління |
| 5                           | Горецька Віра Миколаївна         | 04.11.2010            | середня спеціальна | позапартійна           | Підлісноолексинецька сільська бібліотека, завідувачка бібліотеки   |
| 6                           | Горецька Галина Йосипівна        | 04.11.2010            | вища               | позапартійна           | Підлісноолексинецька загальноосвітня школа, вчитель                |
| 7                           | Музика Оксана Анатоліївна        | 04.11.2010            | вища               | позапартійна           | тимчасово не працює                                                |